# Соса, Карлос
Карлос Адольфо Соса (исп. Carlos Adolfo "Lucho" Sosa ) (21 июля 1919, Буэнос-Айрес — 2 марта 2009, Буэнос-Айрес) — аргентинский футболист и тренер,  центральный полузащитник. Большую часть карьеры посвятил команде «Бока Хуниорс». Дважды Чемпион Южной Америки.

## Клубная карьера
Карлос Соса начал свою футбольную карьеру в клубе «Атланта (Буэнос-Айрес)» в 1939 году, но там надолго не задержался. Его заметили и он подписал контракт с одним из грандов аргентинского футбола — «Бока Хуниорс». Карлос играл в центре поля с Эрнесто Лассатти и Наталио Пеcкия. С «Бокой» он дважды становился чемпионом Аргентины и сыграл за клуб 294 матча.
В конце 1951 года он уехал во Францию, чтобы играть за парижский «Расинг», а позже за «Ред Стар», где и закончил свою карьеру в 1958 году.

## Международная карьера
Карлос Соса вышел на поле со сборной Аргентины всего два раза, но сумел завоевать два титула Чемпиона Южной Америки (1945, 1946).

## Тренерская карьера
Тренерскую карьеру начал в 1960 году в своём клубе — «Бока Хуниорс», проведя у «руля» команды всего несколько месяцев.

## Достижения

### Клубные
Бока Хуниорс
- Чемпион Аргентины (2): 1943, 1944
- Обладатель Кубка Содружества Экскобара-Хероны (2): 1945, 1946
- Обладатель Кубка Карлоса Ибаргурена (1): 1944
- Обладатель Copa de Competencia Británica (1): 1946

### Сборные
«Аргентина»
- Чемпион Южной Америки (2): 1945, 1946